# Убийство в частной клинике
«Убийство в частной клинике» (англ. The Nursing Home Murder) — третий роман Найо Марш из серии о старшем инспекторе Скотленд-Ярда Родерике Аллейне, и второй роман Марш, где вновь появляется «Русский след». Единственный роман писательницы, местом действия которого была больница. Единственное произведение Марш, которое — пусть и частично — нарушает правила Золотого века детективного жанра, а именно: «В детективном романе не могут быть неизвестные науке яды и хитроумные устройства, требующие долгого объяснения».

## Сюжет

### Введение
Министр внутренних дел, сэр Дерек О’Каллаган, получил несколько угроз убийства от анархистов, связанных со сталинским коммунизмом — и письмо, угрожающее самоубийством и возможным убийством самого министра при встрече от Джейн Харден, медсестры, с которой у него был короткий роман несколько месяцев назад. Старый друг и семейный врач о’Каллагана, сэр Джон Филлипс, навещает его, чтобы спросить об отношениях О’Каллагана с Джейн. Она — медсестра — любовь Филлипса, и Филлипс уже несколько раз делал Харден предложение, но та отказывалась, ссылаясь на роман с О’Каллаганом. О’Каллаган жестоко сообщает Филлипсу, что Джейн не стоит уважения; он и Филлипс почти перешли к драке, прежде чем Филлипс угрожает О’Каллагану убийством и уходит.
Неделю спустя, О’Каллаган представлял законопроект в Палате общин, когда вдруг почувствовал себя плохо и потерял сознание. Его жена, не зная о борьбе или угрозах Филлипса, велела везти в частную клинику сэра Джона и просит Филлипса немедленно действовать, хотя тот и пытается её отговорить и предлагает подождать другого хирурга. Он делает это против своей собственной воли, при содействии доктора Робертса, анестезиолога; доктора Томса, помощника хирурга; сестры Мэриголд; медсестры Бэнкс, циркулирующей медсестры и Джейн Харден. Операция идет хорошо, но О’Каллаган ослабевает ближе к концу операции и умирает через час, по-видимому, от перитонита .

### Расследование
На следующий день леди О’Каллаган просматривает бумаги своего покойного мужа и находит как угрозы от анархистов, так и письмо Джейн Харден. Будучи убежденной в том, что её муж был убит, она звонит в Скотланд-Ярд. Инспектор Родерик Аллейн, при содействии премьер-министра, начинает независимое расследование и добивается вскрытия. Оказывается, что О’Каллаган умер от передозировки гиосцина, препарата, используемого в анестезии. Подозрение падает не только на Филлипса и Харден, но и на медсестру Бэнкс, откровенной коммунистке и анархистке, чьи постоянные порочные оскорбления по отношению к О’Каллагану во время операции привели к её увольнению. Под подозрением мог оказаться и анестезиолог доктор Робертс, но тот никогда не делает инъекции на операциях из-за давнего случая, когда из-за его ошибки умерла пациентка.
Расследование Аллейна показывают, что любой член хирургической команды мог совершить преступление. Он узнает, что Харден любила О’Каллагана до такой степени, что даже после его смерти она не смогла проявить взаимные чувства к Филлипсу; что Бэнкс является членом анархического общества, почти полностью контролируемого властями; что сестра покойного министра давала брату лекарства, приготовленные другим анархистом-аптекарем; и что Доктор Робертс, анестезиолог, является фанатом генетики до такой степени, что может рассуждать на эту тему часами — а ведь отец О’Каллагана был психом…
Разочарованный Аллейн, наконец, организует реконструкцию операции. Во время реконструкции сестра Мэриголд случайно толкает аппарат для анестезии, который успевает подхватить Робертс. Анестезиолог в ярости кричит, что если бы аппарат упал, мог произойти взрыв. Заинтересованный Аллейн после окончания реконструкции просит всех выйти, и когда все это сделали, проверил аппарат для анестезии, и сделал интересное открытие: один из болтов оказывается замаскированным под болт шприцем с остатками гиосцина.
Своим мотивом Робертс назвал стремление избавить современное общество от таких психопатов, как О’Каллаган, которому психические заболевания передались по генетическому наследству от отца. На это Аллейн замечает, что Робертс сам был психопатом, и убийство О’Каллаган — одно из многих. Подозрения на Робертса навеяло так же и то, что он был единственным, чьих рук не было видно другим из-за небольшой ширмы.

## Экранизации
Роман был экранизирован один раз, в 1993 году в рамках телесериала Инспектор Аллейн расследует (англ. the Inspector Alleyn Mysteries). Роль Родерика Аллейна исполнил Патрик Малахайд.

## Издания на русском языке
Роман был дважды издан на русском языке.
1. 1996 год, издательство Фантом Пресс. Роман назывался «Убийство в частной лечебнице», а имя писательницы было «Нейо Марш». Переводчик — Любовь Стоцкая. ISBN 5-86471-047-4
2. В серии «Золотой век английского детектива», выпускаемой издательством АСТ, роман был издан в твердом переплете в сборнике с романов «Смерть в овечьей шерсти» в 2014 и отдельно, но в мягкой обложке в 2015. Переводчик — А. Соколов. ISBN 978-5-17-088831-3 (отдельное издание) и 978-5-17-081287-5 (сборник)